# Reina de plata
Reina de plata (en inglés, Silver Queen) es un western estadounidense de 1942 dirigido por Lloyd Bacon y protagonizado por George Brent y Priscilla Lane.
Este fue el primer papel que protagonizaba Hayworth en una película de gran presupuesto con la Columbia Pictures. Mientras se estaba produciendo la película, la revista Life la puso en portada, y en páginas interiores una foto de Hayworth arrodillada sobre la cama en camisón pronto se convertiría uno de los pósteres más ampliamente difundidos de todos los tiempos. Hayworth, una bailarina con talento y sensualidad de sorprendente gracia natural y belleza, cooperaba con entusiasmo con los intensos ensayos de Astaire, y más tarde comentaría: »Las únicas alegrías de mi vida son las películas que hice con Fred Astaire». El film tuvo mucho éxito en la taquilla, convirtiéndose Hayworth en una gran estrella, y proporcionando una bienvenida estimulante a Astaire que sentía que su carrera había decaído tras romper con Ginger Rogers.

## Argumento
Después de descubrir que su padre se ha arruinado tras la crisis del mercado de valores, Coralie, una joven conocida y segura de sí misma, de la Barbary Coast de San Francisco, decide renunciar a su oportunidad en el amor para triunfar en los juegos de cartas. Se convierte en una popular crupier de cartas llamada "Silver Queen". 
Coralie Adams se debate entre James Kincade, el apuesto jugador al que admira, y Gerald Forsythe, el hombre responsable que su padre ha elegido para que se case. Pero cuando su padre pierde la escritura por una mina de plata en un juego de póquer, ella deja todo eso atrás, confiando en su propia habilidad con las cartas y el juego para pagar las deudas de su familia. Ella comienza una nueva vida exitosa como Silver Queen dirigiendo su propia sala de juego, pero el pasado regresa y una vez más se ve atrapada entre sus finanzas y el jugador.

## Reparto
- George Brent como James Kincaid
- Priscilla Lane como Coralie Adams
- Bruce Cabot como Gerald Forsythe
- Lynne Overman como Hector Bailey
- Eugene Pallette como Steve Adams
- Janet Beecher como la señora Laura Forsythe
- Guinn 'Big Boy' Williams como Blackie
- Frederick Burton como Dr. Hartley
- Spencer Charters como Doc Stonebraker
- Eleanor Stewart como Millicent Bailey
- Georges Renavent como Andrés
- Marietta Canty como Ruby
- Sam McDaniel como Toby
- Herbert Rawlinson como Judge
- Arthur Hunnicutt como Editor de diario
- Francis X. Bushman como Creditor
- Jason Robards Sr. como cliente de banco
- Fred Toones como panadero

## Premios y distinciones
Premios Óscar
| Año  | Categoría                                              | Persona                   | Resultado |
| ---- | ------------------------------------------------------ | ------------------------- | --------- |
| 1943 | Mejor banda sonora de una película dramática o comedia | Victor Young              | Nominado  |
| 1943 | Mejor dirección de arte - Blanco y negro               | Ralph Berger y Emile Kuri | Nominado  |